# منوچهر کلالی
منوچهر کلالی (١٣٠۴-١٣٩٧) سیاست‌مدار ایرانی بود، که در  دوره بیست و یکم   بعنوان نماینده مشهد در مجلس شورای ملی حضور داشت. وی بین سالهای ١٣۴۸ تا ١٣۵٣ دبیرکل حزب ایران نوین بود.